# Жёлтое знамя с каймой
Жёлтое знамя с каймой (镶黄旗) — одно из восьми знамён маньчжурских военных и общества во времена династий Поздняя Цзинь и Цин в Китае. Жёлтое знамя с каймой было одним из трёх «верхних» знамённых армий под непосредственным командованием самого императора и одним из четырёх знамён «левого крыла». Жёлтое знамя и Жёлтое знамя с каймой были отделены друг от друга в 1615 году, когда войска первоначальных четырёх знамённых армий (Жёлтое, Синее, Красное и Белое) были разделены на восемь путём добавления варианта с окантовкой к дизайну каждого знамени. Жёлтыми знамёнами первоначально командовал лично Нурхаци. В 1626 году после смерти Нурхаци его сын и преемник Хунтайцзи стал ханом и взял под свой контроль оба жёлтых знамени. Позже император Шуньчжи принял Белое знамя после смерти своего регента Доргоня, которому оно ранее принадлежало. С этого момента император напрямую контролировал три «верхних» знамени (Жёлтое, Жёлтое с каймой и Белое), в отличие от остальных пяти «нижних» знамён. Из-за прямого управления тремя верхними знамёнами не было назначенных командиров знамён, в отличие от других пяти. Личная охрана императора и охрана Запретного города также были выбраны только из трёх верхних знамён.

## Известные люди
- Юй Сянь (1842—1901), китайский политик конца династии Цин, губернатор провинций Шаньдун и Шаньси
- Императрица Сяосяньчунь (1712—1748), первая жена императора Цяньлуна
- Фухэн (1720—1770), младший брат императрицы Сяосяньчунь, министр и военачальник
- Фуканъань (1753—1796), сын Фухэна, военачальник
- Вэньсю (1909—1953), наложница последнего цинского императора Сюаньтуна
- Супруга Вэньси (+1694), одна из жён императора Канси
- Лонгкодо (+1728), придворный чиновник
- Императрица Сяодексянь (1831—1850), одна из жён императора Сяньфэня
- Императрица Сяошэньчэн (1792—1833), первая жена императора Даогуана
- Императрица Сяомучэн (1781—1808), одна из жён императора Даогуана
- Императрица Сяочжейи (1854—1875), одна из жён императора Тунчжи
- Илибу (1772—1843), цинский чиновник и губернатор
- Обой (1610—1669), регент Цинской империи в 1661—1669 годах
- Цзинь Пуцун (род. 1956), тайваньский политик
- Нянь Гэнъяо (1679—1726), китайский военачальник и губернатор
- Гао Э (1738—1815), китайский учёный и писатель.

## Известные кланы
- Клан Фуча
- Ниохуру
- Тунгия
- Сакда
- Ниан
- Гао
- Эрдет
- Гувалгия
- Чжанцзя
- Дуолаэр
- Жалали
- Фан
- Вэй
- Ма
- Чжао
- Ши
- Гороло
- Янжа